# Wayne Federman
Pour les articles homonymes, voir Federman.
Wayne Federman, né le 22 juin 1959 à Los Angeles, est un acteur et humoriste américain.

## Biographie
Wayne Federman a étudié à la Tisch School of the Arts. Il se lance ensuite dans le stand-up et se produit dans divers clubs de New York. À partir de la fin des années 1980, il apparait dans plusieurs publicités nationales, dans des talk shows, notamment en tant qu'invité régulier du Tonight Show, et dans plusieurs films et séries télévisées.
En tant que scénariste et écrivain, il a écrit une biographie de Pete Maravich en 2007, et il a été l'auteur du monologue principal de l'émission Late Night with Jimmy Fallon lors de la première saison de celle-ci, en 2009-2010.

## Filmographie

### Cinéma
- 1998 : Jack Frost : Dave
- 2001 : La Revanche d'une blonde : le gars des inscriptions
- 2002 : Une soirée parfaite : Glen
- 2002 : Une chambre pour quatre : Ronnie
- 2003 : Dumb and Dumberer : Quand Harry rencontra Lloyd : Dave
- 2003 : Charlie's Angels : Les Anges se déchaînent ! : le type dans les toilettes
- 2004 : Amour et Amnésie : un patient
- 2005 : 40 ans, toujours puceau : un client de Smart Tech
- 2006 : Enfants non accompagnés : un employé de l'aéroport
- 2007 : En cloque, mode d'emploi : un gars du Fantasy Baseball
- 2008 : Frangins malgré eux : Don, l'aveugle
- 2009 : Funny People : le manager de Comedy & Magic
- 2017 : Vegas Academy: Coup de poker pour la fac (The House) d'Andrew Jay Cohen : Chip Dave

### Télévision
- 1990 : Alerte à Malibu (série télévisée, saison 1 épisode 17) : Wayne
- 1991-1992 : La Loi de Los Angeles (série télévisée, 3 épisodes) : le caméraman
- 1997 : Les Nouvelles Aventures de Robin des Bois (série télévisée, saison 2 épisode 4) : King Comic
- 1998 : The Larry Sanders Show (série télévisée, saison 6 épisode 6) : Stan Sanders
- 1999 : Infos FM (série télévisée, saison 5 épisode 20) : Randy Stark
- 2000 : X-Files (série télévisée, saison 7 épisode Hollywood) : lui-même
- 2006 : Alex Rose (série télévisée, 2 épisodes) : Johnson
- 2007 : Les Sorciers de Waverly Place (série télévisée, saison 1 épisode 2) : Kaminsky
- 2009 : Larry et son nombril (série télévisée, saison 7 épisode 2) : Dean Weinstock
- 2014 : The Neighbors (série télévisée, saison 2 épisode 16) : Kevin
- 2014 : New Girl (série télévisée, saison 4 épisode 8) : Ned
- 2015 : Shameless (série télévisée, saison 5 épisode 7) : Norman
- 2015 : Community (série télévisée, saison 6 épisode 13) : le père